# Madeleine Gagnon
Pour les articles homonymes, voir Gagnon.
Madeleine Gagnon, née le 27 juillet 1938 à Amqui, est une poète, romancière et critique québécoise.

## Biographie
Après des études littéraires et des études musicales jusqu'à 21 ans, elle obtient le baccalauréat ès arts (lettres) en Acadie en 1959, une maîtrise en philosophie à l'Université de Montréal en 1961 et, finalement, un doctorat ès lettres à Aix-en-Provence en 1968.
En 1969, elle obtient le poste d'enseignante au département d’études littéraires de l’Université du Québec à Montréal à la suite duquel elle est invitée à enseigner dans quelques universités dont l’Université de Paris XIII en 1976, l’Université de Sherbrooke en 1984. De 1985 à 1987, elle est écrivaine en résidence à l’Université du Québec à Montréal et, de 1987 à 1989, au département de littérature comparée à l’Université de Montréal. De 1990 à 1994, elle est invitée à titre d'écrivaine en résidence au département de lettres de l’Université du Québec à Rimouski.
Son activité d'enseignante s’accompagne d’une action syndicale engagée au sein du réseau des Universités du Québec. Elle s'investit également au niveau de la création de comités femmes sectoriels et intersyndicaux. D’ailleurs, l’engagement de Madeleine Gagnon pour la cause féministe trouve sa résonance tant au niveau de son engagement militant qu'à travers ses écrits. En collaboration avec Denise Boucher, Annie Leclerc, Hélène Cixous et Annie Cohen, elle co-publie des textes qui marquent le féminisme de l'époque. Madeleine Gagnon explore dans ses œuvres les souffrances des femmes d’ici et d’ailleurs, la psychanalyse, le structuralisme ainsi que l'indépendantisme,.
En plus de collaborer avec plusieurs autrices pour des essais ainsi qu'avec des artistes visuels pour des livres d'artistes, Madeleine Gagnon collabore, entre autres, aux revues Chroniques (revue qu'elle a fondée avec Patrick Straram le Bison ravi), Liberté, La Nouvelle Barre du jour, Possibles, Osiris, Dérives, Estuaire, la Chambre blanche, Résistance, Urgences, Passages, In'hui (France) et Actuels,.
Active sur la scène littéraire québécoise et internationale, elle participe à plusieurs lectures publiques, écrit des textes radiophoniques et donne plusieurs conférences au Canada, aux États-Unis et en Europe. Ses textes paraissent notamment dans des anthologies canadiennes, françaises, italiennes et américaines et ses œuvres ont été traduites en anglais et en espagnol.
En 1986, Madeleine Gagnon reçoit le Grand Prix de poésie du Journal de Montréal pour son livre Les Fleurs du Catalpa à la suite duquel elle reçoit le Prix Arthur-Buies du Salon du livre de Rimouski en 1990. En 1991, elle reçoit le Prix Artquimédia de la ville d'Amqui et le Prix du Gouverneur général du Canada, catégorie poésie, pour Chant pour un Québec lointain. En 2001, est lauréate du Prix Marcel-Couture pour l'essai Les femmes et la guerre et en 2002, du Prix Athanase-David pour l'ensemble de son œuvre. Finalement, en 2008, Madeleine Gagnon remporte le Prix spécial de poésie du Concours international Ronald-Gasparic.
Depuis 1987, elle est membre de l'Académie des lettres du Québec. Elle est aussi membre de l'Association des auteurs et compositeurs canadiens depuis 1978 et de l'Union des écrivaines et des écrivains québécois depuis 1977.

## Œuvres

### Poésie
- Poélitique, Montréal, Les Herbes rouges (Revue), 1975, 31 p.
- Antre, Montréal, Les Herbes rouges (Revue), 1978, 51 p.
- Au cœur de la lettre, Montréal, VLB Éditeur, 1981, 99 p.  (ISBN 2890051404)
- Pensées du poème, Montréal, VLB Éditeur, 1983, 63 p.  (ISBN 289005182X)
- Les Fleurs du Catalpa, Montréal, VLB Éditeur, 1986, 129 p.  (ISBN 2890052303)
- Femmeros, dessins de Lucie Laporte, Montréal, Éditions Le Noroît, coll. Écritures/Ratures, 1988, 130 p.  (ISBN 2890181758)
- Chant pour un Québec lointain, Montréal, VLB Éditeur et La Table rase, 1990, 103 p.  (ISBN 2890054152 et 2902905033)
- L'instance orpheline : petite lecture de Mille plateaux de G. Deleuze et F. Guattari, Laval, Trois, 1991, 85 p.  (ISBN 2920887300)
- La Terre est remplie de langage, Montréal, VLB Éditeur, 1993, 119 p.  (ISBN 289005537X)
- Là où les eaux s’amusent, avec des dessins de Colette Rousseau, Rimouski, Éditeq, 1994, 59 p.  (ISBN 2920307398)
- Rêve de pierre, Montréal, VLB Éditeur, 1999, 171 p.  (ISBN 2890057011)
- À l’ombre des mots, poèmes 1964-2006, l’Hexagone, coll. Rétrospectives, 2007, 742 p.  (ISBN 9782890067851)

### Fictions
- Les Morts-vivants, Montréal, HMH, coll. « l'Arbre », 1969, 174 p.
- Pour les femmes et tous les autres, Montréal, l'Aurore, 1974, 50 p.
- Lueur : roman archéologique, Montréal, VLB Éditeur, 1979, 165 p.
- La Lettre infinie, Montréal, VLB Éditeur, 1984, 108 p.  (ISBN 2890051927)
- L’Infante immémoriale, Écrits des Forges et La Table rase, 1986
- Les Samedis fantastiques, littérature jeunesse, Montréal, Éditions Paulines, cop., 1986, 115 p.  (ISBN 2890391027)
- Au pays des gouttes, illustrations de Mireille Lanctôt, littérature jeunesse, Montréal, Éditions Paulines, cop., 1986, 24 p.  (ISBN 289039090X)
- Un Monde grouillant, littérature jeunesse, Montréal, Éditions Paulines, cop., 1989, 141 p.  (ISBN 2890396525)
- Le sourire de la dame de l'image, nouvelles, LaSalle, Éditions Hurtubise, 1991, 88 p.  (ISBN 2890458822)
- Les Cathédrales sauvages, récit, Montréal, VLB Éditeur, 1994, 157 p.  (ISBN 2890055698)
- Le Vent majeur, roman, Montréal, VLB Éditeur, 1995, 200 p. (Réédition : l’Hexagone, TYPO, 2008)  (ISBN 2890056198)
- Le Deuil du soleil, récit, Montréal, VLB Éditeur, coll. Poésie, 1998, 178 p.  (ISBN 2890056570)
- Mémoires d'enfance, Notre-Dame-des-Neiges, Éditions Trois-Pistoles, 2001, 104 p.  (ISBN 9782921898829)
- Amqui, lieu de rencontre, récit de Madeleine Gagnon, photographies de Michel Dompierre, Amqui, Édition Ville d'Amqui, 2002, 120 p.  (ISBN 2980122742)
- Je m’appelle Bosnia, roman, Montréal, VLB Éditeur, 2005, 233 p.  (ISBN 2890058956)[7]
- Le vent majeur : journal d'un jeune homme amoureux, roman, Montréal, Typo, 2008, 245 p.  (ISBN 9782892952315)
- Depuis toujours : récit autobiographique, Montréal, Boréal, 2013, 426 p.  (ISBN 9782764622285)

### Essais
- Retailles, avec Denise Boucher, Montréal, l’Étincelle, 1977, 163 p. [Réédition : Montréal, l'Hexagone, coll. Typo, 1988, 153 p.]  (ISBN 0885150724 et 2892950260)
- La Venue à l’écriture, avec Hélène Cixous et Annie Leclerc, Paris, Union générale d'édition, coll. 10/18, 1977, 151 p.  (ISBN 2264001488)
- Les Mots ont le temps de venir, dessins et textes, avec Annie Cohen, Cresson, La Table rase, Trois-Rivière, Écrits des Forges, 1989, 52 p.  (ISBN 2902905300 et 2890461572)
- Les Femmes et la Guerre, préface de Benoîte Groult, introduction de Monique Durand, Montréal, VLB Éditeur, 2000, 306 p.  (ISBN 2890057577)
- Anna, Jeanne, Samia… (Femmes dans la guerre), Paris, Fayard, 2001, 369 p.  (ISBN 2213608628)

### Livres d'artiste
- Juste un instant : une suite poétique, accompagnée par huit gravures en taille douce de Janine Leroux Guillaume, Montréal, Éditions Les Imagier, 1998, 1 portefeuille.
- OLT, avec des gravures de Gérard Truilhé, Trames, Barriac, France, 2009, n.p.
- Sans titre, avec des œuvres d’Irene Whittome, conception de Jacques Fournier, éditions Roselin, 2009, n.p.

### Traductions
- Antre = Lair , traduction par Howard Scott, Toronto, Coach House Press, 1989, 60 p.  (ISBN 0889103747)
- Chant pour un Québec lointain = Song for a Far Quebec, traduction par Howard Scott, Toronto, Coach House Press, 1993, 69 p.  (ISBN 0889104654)
- Les Femmes et la Guerre = Las mujeres dan la vida, los hombres la quitan, Barcelone, Ares y mares (Critica), 2001, 307 p.  (ISBN 9788484322726)
- Les Femmes et la Guerre = Women in a World at War, traduction par Phyllis Aronoff et Howard Scott, Vancouver, Talonbooks, 2004, 306 p.  (ISBN 0889224838)
- Je m’appelle Bosnia = My Name is Bosnia, traduction par Phyllis Aronoff et Howard Scott, Vancouver, Talonbooks, 2006, 256 p.  (ISBN 9780889225428 et 0889225427)
- Rêve de pierre = Stonedream, traduction par Andrea Moorhead, Toronto, Guernica, 2010, 163 p.  (ISBN 9781550713183)
- Le Vent majeur = Against the Wind, traduction par Phyllis Aronoff et Howard Scott, Vancouver, Talonbooks, 2012, 159 p.  (ISBN 9780889226968)
- Depuis toujours = As always : memoir of a life in writing, Traduction par Phyllis Aronoff and Howard Scott, 2015, 321 p.  (ISBN 9780889228962)

### Anthologie et autres
- Autographie, rétrospective de poèmes (1974-1981), Montréal, VLB, 1982, n.p.
- Autographie : Fictions (vol.1), Toute écriture est amour (vol. 2), Montréal, VLB Éditeur, 1989, n.p.  (ISBN 2890050610 et 2890053040)
- La Poésie québécoise actuelle, avant-propos de Wladimir Krysinski, anthologie, Longueuil, le Préambule, cop., 1990, 47 p.  (ISBN 2891331257)
- Jonas dans la vallée, dans Pièce de résistance en quatre services, avec Victor-Lévy Beaulieu, Théâtre, Denis Leblond et Sylvain Rivière, Trois-Pistoles, Éditions Trois-Pistoles, 1997, n.p.
- Le Chant de la terre, choix et préface de Paul Chanel Malenfant, anthologie, Montréal, TYPO, 2002, 358 p.  (ISBN 289295181X)
- Donner ma langue au chant, Montréal, Éditions du Noroît, 2011, 162 p.  (ISBN 9782890186842)

## Filmographie
- Le Grand Remue-ménage, réalisation par Sylvie Groulx et Francine Allaire, Québec, 1978, 71 minutes.

## Prix et honneurs
- 1986 - Prix littéraire du Journal de Montréal (pour Les Fleurs du Catalpa)[8]
- 1987 - Membre de l'Académie des lettres du Québec[9]
- 1990 - Prix Arthur-Buies du Salon du livre de Rimouski (pour l'ensemble de son œuvre)[10]
- 1991 - Prix Artquimedia (pour l'ensemble de son œuvre)[1]
- 1991 - Prix littéraires du Gouverneur général, poésie (pour Chant pour un Québec lointain)[11],[12]
- 1993 - Finaliste des Prix littéraires du Gouverneur général, poésie (pour La terre est remplie de langage)[13]
- 1998 - Finaliste des Prix littéraires du Gouverneur général, romans et nouvelles (pour Le Deuil du soleil)[13]
- 2000 - Finaliste des Prix littéraires du Gouverneur général, poésie (pour Rêve de pierre)[13]
- 2001 - Finaliste des Prix littéraires du Gouverneur général, études et essais (pour Les femmes et la Guerre)[14]
- 2001 - Prix Marcel-Couture du Salon du livre de Montréal (pour Les Femmes et la Guerre)[15]
- 2002 - Prix Athanase-David (pour l'ensemble de son œuvre)[16]
- 2008 - Prix international de poésie Ronald-Gasparic, Roumanie[17],[18]
- 2007-2009 - Bourse de carrière du Conseil des arts et des lettres du Québec[19]
- 2015 - Officière de l’Ordre national du Québec[20]

## Archives
Le fonds d'archives de Madeleine Gagnon est conservé au centre d'archives de Montréal de Bibliothèque et Archives nationales du Québec.